# Svjetsko prvenstvo u nogometu – Čile 1962.
7. Svjetsko prvenstvo u nogometu održalo se u Čileu od 30. svibnja do 17. lipnja 1962. godine.

## Konačni poredak
| Brazil       |
| Čehoslovačka |
| Čile         |

## Vanjske poveznice
- (engl.) Službene stranice prvenstva  Arhivirana inačica izvorne stranice od 15. lipnja 2006. (Wayback Machine)
- (engl.) Svjetsko prvenstvo u nogometu 1962. na stranicama FIFA-e Arhivirana inačica izvorne stranice od 10. listopada 2012. (Wayback Machine)
- (engl.) RSSSF archive – Čile 1962.